# 前田利和 (吉徳三男)
前田 利和（まえだ としかず、享保20年9月17日（1735年11月1日） - 宝暦9年3月23日（1759年4月20日））は、加賀藩の第5代藩主前田吉徳の三男。母は側室の真如院。第6代から第10代の藩主5人の異母兄弟（宗辰、重煕の異母弟、重靖、重教、治脩の異母兄）に当たる。幼名は勢之佐。

## 生涯
享保20年（1735年）、江戸にて誕生する。延享4年（1747年）、名を利和とする。
寛延元年（1748年）7月、母の真如院が前藩主宗辰生母・浄珠院を毒殺しようとした嫌疑が抱えられて処分され、さらに母と大槻伝蔵の共謀と不義密通の疑いがかけられた（加賀騒動）。これにより、翌寛延2年（1749年）4月、江戸から金沢に送られ、小立野上野の屋敷に幽閉された。幽閉のまま、宝暦9年（1759年）、25歳で没した。院号は心樹院。墓所は天徳院。
母と大槻伝蔵の不義の子であり、前田吉徳の実子ではないとされたために、長い間前田家の人間とはみなされず、供養の列からも除かれていた。1951年（昭和26年）、『毎日新聞』に掲載された村上元三の小説を契機に、加賀騒動の真相の再検討が行われ、真相が明らかになるに伴い、同母弟の八十五郎とともに吉徳の実子とされ復権、前田家の一族として供養の列にも加えられた。